# Eta Harich-Schneider
Eta (Margarete) Harich-Schneider (geborene Schneider; * 16. November 1894 in Oranienburg; † 10. Januar 1986 in Wien) war eine deutsche Cembalistin, Musikwissenschaftlerin, Japanologin und Schriftstellerin.

## Leben
Eta Harich-Schneiders Vater Karl Schneider (1859–1933) war ein höherer Beamter, erst in Kassel, später in Frankfurt (Oder). Harich-Schneider beschrieb ihn als aufrecht, ehrlich, erzprotestantisch und jedweder Kunst feind. Ihre Mutter Paula Schneider geb. Neumann (1867–1944) war künstlerisch interessiert und hatte eine schöne Sopranstimme. Harich-Schneider bekam mehrere Geschwister: in Oranienburg Karl Schneider (1897–1982), in Kassel Hans Schneider (1898–1929) und in Frankfurt (Oder) Käte Schneider (1908–1987). 1905 starb der Großvater, der der Familie ein Klavier einschließlich eines Heftchens mit einer Spielanweisung vererbte.

## Zugang zur Musik
In kurzer Zeit brachte sich Harich-Schneider das Klavierspiel selbst bei, einschließlich des Transponierens in jede Tonart. Weil es sich für höhere Töchter gehörte, erhielt sie Klavierunterricht, aber Musiktheorie hielt ihr Vater für überflüssig. Sie wurde von den Theoriestunden ausgeschlossen. Heimlich stürmte sie morgens um 6:00 Uhr in die Messe zur Orgel, spielte Klavier, bevor die Familie erwachte, und ertrug höhnische Bemerkungen des Vaters wegen ihrer müden Augen. In einem Konzert, in das ihre Mutter sie mitnahm, saß ihr Vater hinter ihr und ahmte mit spöttischen Geräuschen die Instrumente und Sänger nach, um ihr die Musik zu verleiden. Völlig überraschend brachte er sie 1908 dennoch nach Berlin an die Musikhochschule, um ihre Eignung prüfen zu lassen. Der Professor war beeindruckt, spielte einige Noten auf dem Klavier, die sie mit Namen benannte. Er stellte bei ihr das absoluten Gehör fest. Aber der Vater nahm sie früh aus der Schule; sie sollte Kochen lernen. 1913 wurde sie nochmals an die Berliner Hochschule geschickt zur Begabungsprüfung, die sie glänzend bestand. Aber man attestierte ihr theoretisches Unwissen und Dilettantismus. Ihr Vater erlaubte ihr dann den Besuch des Gymnasiums einschließlich Abitur, was damals für ein Mädchen ungewöhnlich war. Sie wurde Jahrgangsbeste. Außerdem versprach er ihr, dass sie Musik studieren dürfe, wenn sie das nach den Jahren in der Schule immer noch wolle. Er meinte damit Zeit zu gewinnen und ihr die „Flausen“ auf die sanfte Art auszutreiben in der Hoffnung, sie zur Lehrerin ausbilden zu lassen. Dort, so sah er das hätte sie wenigstens ein regelmäßiges Einkommen. Als sie jedoch das Abitur 1915 mit der Bestnote bestanden hatte, brach er das gegebene Wort. Er lachte sie aus und verweigerte ihr das Musikstudium.

## Heirat, Kinder und Musik
Um aus der Familie zu flüchten, stürzte sie sich in die unbedachte Heirat mit dem Schriftsteller Walther Harich (1888–1931) und zog nach Berlin. Die Ehe verlief unglücklich. 1922 ließ sich Harich-Schneider scheiden. Die Töchter Lili (1916–1960, Sängerin) und Susanne (1918–1950, verheiratete Kerckhoff, Schriftstellerin und Lyrikerin) erzog Eta Harich-Schneider alleine. Harich zahlte keinen Unterhalt. Sie zog zurück nach Frankfurt und verdiente Geld mit Unterrichten und erfolgreichem Konzertieren. Seit den frühen 1920er Jahren war sie mit Eva Rechel-Mertens (der Proust-Übersetzerin) und Klabund befreundet. Sie studierte Klavier in Berlin bei Conrad Ansorge; bei Wilhelm Klatte (1870–1930) nahm sie Theoriestunden, als sie schon eine arrivierte Pianistin war. Im Jahr 1924 debütierte sie bei der Erstaufführung der „Suite 1922“ von Paul Hindemith in der Singakademie. Endgültig zog sie erst 1927 von Frankfurt (Oder) nach Berlin. Ab etwa 1929 studierte sie Cembalo bei Günther Ramin in Leipzig; danach bis 1935 bei Wanda Landowska in Paris (Sommerkurse). 1930 trat sie zuerst öffentlich als Cembalistin in Berlin auf.
1930 gründete sie ein vierzehntäglich konzertierendes Collegium für alte Musik und begann mit dem Quellenstudium in der Preußischen Staatsbibliothek, das zu ihrem späteren Buch Die Kunst des Cembalo-Spiels führte. 1932 bis 1940 war sie Professorin und Leiterin der Cembaloklasse an der Hochschule für Musik in Berlin, wo sie außerdem in den Fächern Stilkunde und Kammermusik unterrichtete.

## Als Emigrantin in Tokio
1940 wurde sie (als katholische Antifaschistin) dort entlassen im Zusammenhang mit politisch motivierten Konflikten. Um sich dem Zugriff der NS-Macht zu entziehen, nutzte Harich-Schneider 1941 eine Einladung und ging nach Tokyo. Hier bewohnte sie, durch ihre guten Beziehungen zum deutschen Botschafter Eugen Ott eine Suite im Botschaftsgebäude. In Japan gab sie Konzerte, unterrichtete und fand auch schnell Zugang zu einigen kunstliebenden Kreisen der Tokioter Gesellschaft. Einige Zeit später begann sie mit dem Studium der japanischen Sprache, Schrift und Musik. In dieser Zeit hatte sie eine Liebesbeziehung mit dem als Korrespondent des "Frankfurter Tageblattes" in Tokio lebenden und später als „Meisterspion“ bekannt gewordenen Richard Sorge. Dessen Tätigkeit war ihr teilweise bekannt und sie half ihm auch in einzelnen Angelegenheiten seiner Informationsbeschaffung. So hatte sie im Frühjahr 1941 von dem Büroschlüssel des ebenfalls an der Botschaft tätigen Polizei-Verbindungsführers und SD-Sonderbeauftragten Josef Meisinger eine Kopie anfertigen lassen. Mit diesem Schlüssel hatte Sorge recht ungehindert Zugang zu den im Büro aufbewahrten Unterlagen des SD-Offiziers. Mit Sorge blieb sie auch nach seiner Verhaftung im Herbst 1941 und Enttarnung verbunden.
Nach der Kapitulation Japans und der Besetzung des Landes durch US-amerikanische Truppen fand Harich-Schneider als Nichtjapanerin und weltoffene Persönlichkeit schnell Zugang in die Kreise der Besatzer. Sie erhielt noch 1945 als Musiklehrerin eine Anstellung beim Stab der 8. US-Army, gab kleine Konzerte und förderte die Musikalität der ihr anvertrauten Schüler. Jedoch rissen dabei auch nicht ihre vorhergehenden Kontakte in der Tokioter Musikszene nicht ab. Zwei Jahre später gehörte sie als Künstlerin und Musizierende zur Abteilung Hofmusik des japanischen Kaiserhauses (1947 bis 1949). Später publizierte sie über die japanische Musik zwei Standardwerke. Dabei konnte sie aus den in den Jahren ihres Japanaufenthaltes reichhaltige Erfahrungen schöpfen. Erst 1949 verließ sie Japan und ging nach New York, wo sie Japanologie an der Columbia University und Soziologie an der New School of Social Research studierte. Für ihre dortige Master-Arbeit, The relations of foreign and native elements in the development of Japanese music – a case study, erhielt sie einen Preis. 1955 – sie wurde in diesem Jahr Guggenheim Fellow – bis 1972 unterrichtete sie an der Hochschule für Musik in Wien Cembalo. 1968 erhielt sie das Österreichische Ehrenkreuz für Wissenschaft und Kunst. In Japan erhielt sie 1977 den hohen kaiserlich-japanischen Hausorden „Von der Heiligen Krone“.
Seit 1941 übersetzte Eta Harich-Schneider literarische Werke aus mehreren Sprachen ins Deutsche, vor allem aus dem Englischen (Shakespeares Sonette).
Zu ihren Cembalo- bzw. Clavichord-Schülern gehörten Carla Henius, René Clemencic und Christiane Jaccottet.
In der Autobiografie Charaktere und Katastrophen berichtet sie von ihrem Bemühen, noch bis 1941 mit rechtsstaatlichen Mitteln dem zunehmenden Einfluss nazistisch orientierter Funktionäre und Musiker auf die Berliner Hochschule für Musik Widerstand zu leisten. Daneben gibt das Buch eine nuancierte Darstellung der Situation im Umkreis der Deutschen in Japan von 1941 bis nach 1945, wobei menschliches Versagen, Intriganz und taktisches Mitläufertum nicht ausgespart werden. Berichtet wird auch von der Situation der japanischen Bevölkerung unter dem Kriegsgeschehen (Fliegerangriffe).
Aber selbst an der Hochschule in Berlin war sie in den 1930er Jahren nur teilweise erfolgreich – letztlich wurde sie als antifaschistisch orientierte Katholikin durch Intrigen abgedrängt, die sie in ihrer Autobiografie ausführlich beschreibt. Nach dem Krieg war sie eine der führenden Autoritäten für japanische Musik, mit engen Kontakten zum japanischen Kaiserhaus.
Ihre Tochter Lili Rasch geb. Harich (1916–1960) war Sopranistin, ihre Tochter Susanne Kerckhoff geb. Harich (1918–1950) Schriftstellerin.

## Werk
Harich-Schneider schrieb Bücher über die Technik des Cembalospiels und japanische Musik. Sie machte Aufnahmen von Barockmusik, etwa die Goldberg-Variationen von Johann Sebastian Bach BWV 988 im Jahr 1973 und die zwei- und dreistimmigen Inventionen BWV 772–786 und 787–801. Außerdem gab sie Aufnahmen fernöstlicher Musik heraus.
In ihrer Berliner Zeit hob sie das Spiel der Alten Musik auf ein neues Niveau: „Man hätte den Laien wohl gern ihre Freude am anspruchslosen Musizieren der wiederentdeckten Musik früherer Jahrhunderte gelassen, aber sie drängten ihre versimpelnden Auffassungen mit geradezu religiösem Fanatismus den Berufsmusikern auf.“

## Schriften
- Kleine Schule des Cembalo-Spiels. Bärenreiter, Kassel 1952.
- Die Kunst des Cembalo-Spiels, nach den vorhandenen Quellen dargestellt und erläutert. 4. Auflage. Bärenreiter Verlag, Kassel 1979 (zuerst 1939).
- The harpsichord: an introduction to technique, style and the historical sources. 2. Auflage, Kassel, Bärenreiter 1973.
- Charaktere und Katastrophen: Augenzeugenberichte einer reisenden Musikerin. Ullstein, Berlin 1978 (Memoiren).
- History of Japanese Music. Oxford University Press, 1973.
- Musikalische Impressionen aus Japan 1941–1957. Iudicium Verlag, 2006.
- Zärtliche Welt – François Couperin und seine Zeit. 1939.
- Übersetzerin und Herausgeberin von Tomás de Santa Maria Wie mit aller Vollkommenheit und Meisterschaft das Klavichord zu spielen sei. (zuerst 1565). Kistner und Siegel, Leipzig 1937. 2. Auflage: 1986 (Anmut und Kunst beim Klavichordspiel, auch mit Übersetzung von Fray).
- Shakespeare Sonette in deutscher Sprache von Eta Harich-Schneider. Pekinger Pappelinsel, 1944.
- The Rhythmical Patterns in Gagaku and Bugaku. Brill, Leiden 1954; books.google.de
- Regional Folk Songs and Itinerant Minstrels in Japan. In: Journal of the American Musicological Society, 1957, Nr. 10, S. 132 f.
- The Last Remnants of a Mendicant Musicians Guild: The Goze in Northern Honshu (Japan). In: Journal of the International Folk Music Council, 1959/11, S. 56–59.